# 訃報 1979年6月
訃報 1979年6月（ふほう 1979ねん6がつ）では、1979年（昭和54年）6月中に物故した、又は物故が報じられた人物についてまとめる。

## （1日 - 15日）

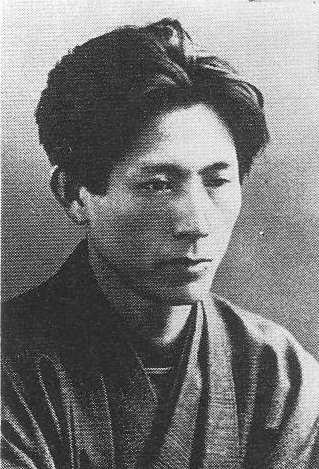
小田嶽夫／6月2日没

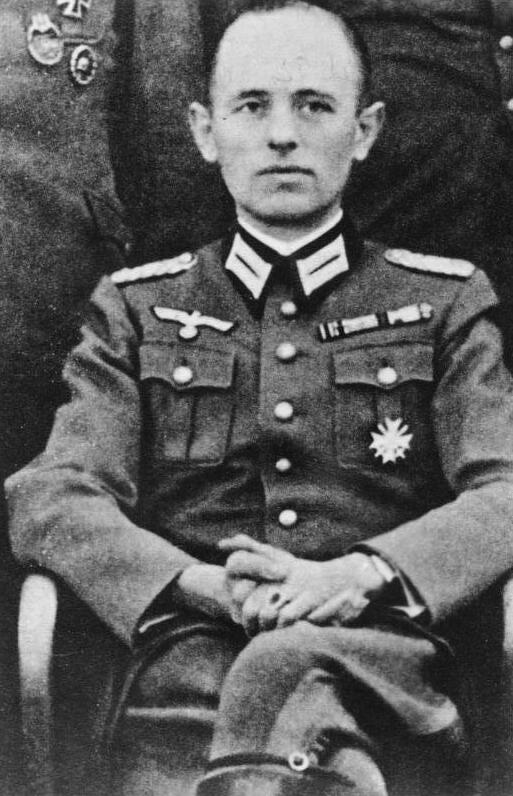
ラインハルト・ゲーレン／6月8日没

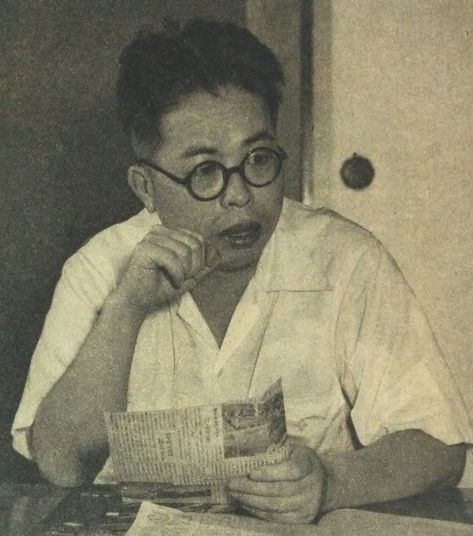
荒正人／6月9日没

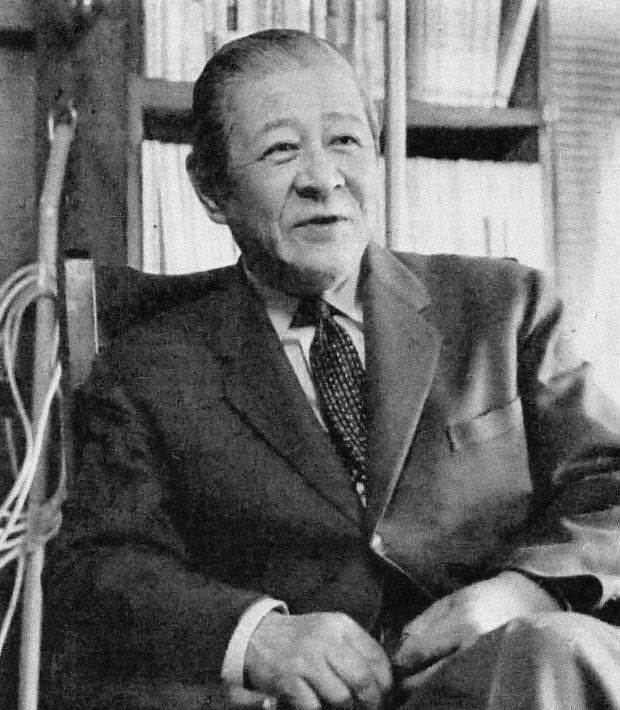
中島健蔵／6月11日没

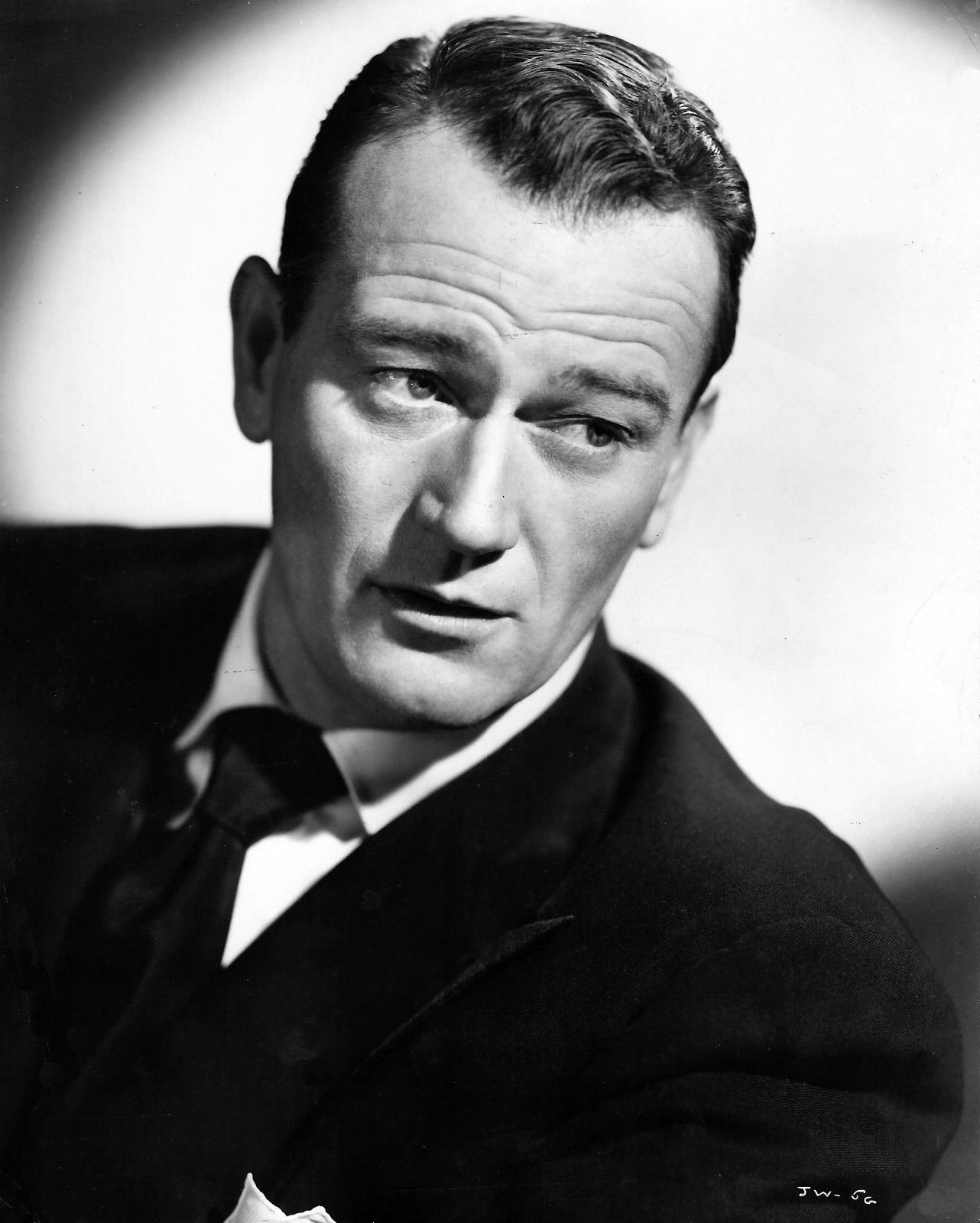
ジョン・ウェイン／6月11日没

- 6月1日 - 高田丈資、将棋棋士（* 1937年）
- 6月2日 - 小田嶽夫、小説家（* 1900年）
- 6月7日 - 勝連盛重、琉球古典芸能組踊（歌・三線）の重要無形文化財保持者（* 1894年）
- 6月8日 - 堀安成文、柔道家・政治家（* 1912年）
- 6月8日 - ラインハルト・ゲーレン、元ドイツ国防軍情報将校・ゲーレン機関創設者（* 1902年）
- 6月9日 - 荒正人、文芸評論家（* 1913年）
- 6月10日 - 有倉遼吉、法学者（* 1914年）
- 6月10日 - 古賀忠雄、美術家（* 1903年）
- 6月11日 - 中島健蔵、フランス文学者・文芸評論家（* 1903年）
- 6月11日 - ジョン・ウェイン、俳優（* 1907年）
- 6月15日 - 川副国基、日本近代文学者・早稲田大学名誉教授（* 1909年）
- 6月15日 - 中村輝夫、軍人・高砂義勇隊隊員（* 1919年）

## （16日 - 30日）

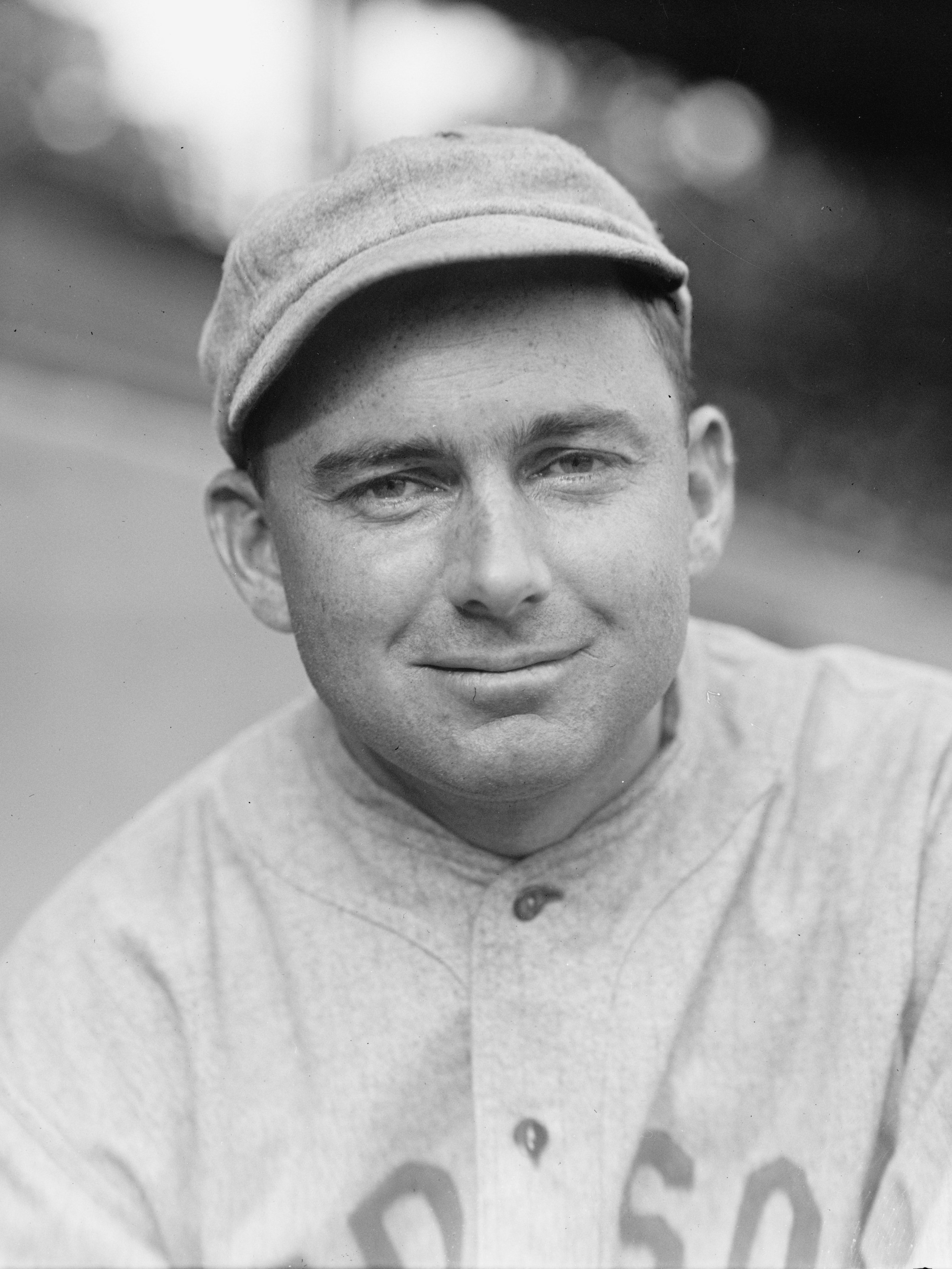
ダフィー・ルイス／6月17日没

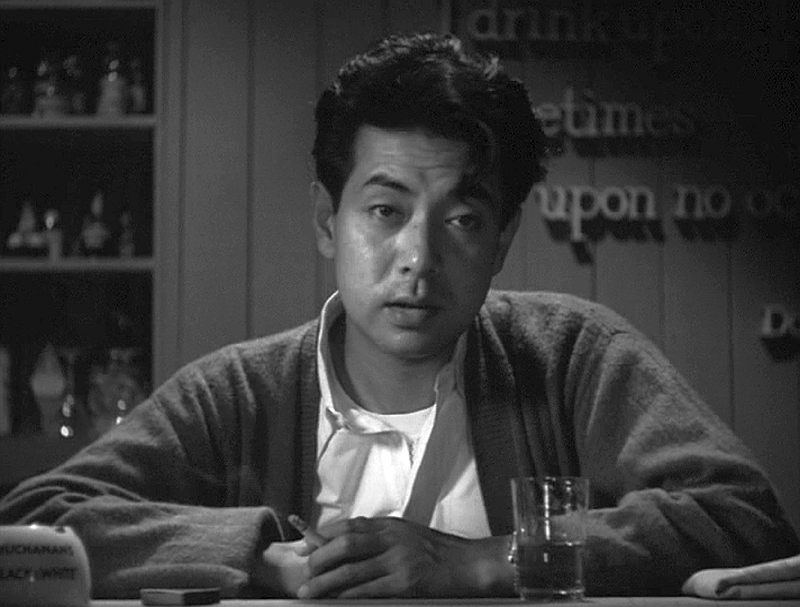
堀雄二／6月19日没

- 6月17日 - ダフィー・ルイス、元メジャーリーガー（* 1888年）
- 6月17日 - 能勢克男、思想家・社会運動家（* 1894年）
- 6月18日 - ロドルフォ・ウシグリ、劇作家・脚本家・小説家（* 1905年）
- 6月19日 - 吉岡義豊、大正大学文学部教授・文学部長（* 1916年）
- 6月19日 - 堀雄二、俳優（* 1922年）
- 6月27日 - 堀内寿郎、理学博士（* 1901年）
- 6月29日 - 檜山袖四郎、政治家・実業家（* 1890年）
- 6月30日 - 石田憲次、英米文学者（* 1890年）